# ブギ・ダウン・プロダクションズ
ブギ・ダウン・プロダクションズ（Boogie Down Productions）は、KRSワン、Dナイス、そしてDJのスコット・ラ・ロックの3人で結成されたヒップホップ・グループ。
1987年8月27日、彼らのアルバム第1弾『クリミナル・マインデッド』を発表後、DJのスコット・ラ・ロックが凶弾を受けて死去。グループに冠せられた「ブギ・ダウン」は、ニューヨーク市ブロンクス区の別称である。Dナイスは、自分たちの前座でパフォーマンスを行っていたキッド・ロックに才能を感じ、1990年、彼のデビュー・アルバム『グリッツ・サンドウィッチ・フォー・ブレックファースト』発売の支援を行った。

## 経歴
ヒップホップ生誕の地はブロンクスだと言われているが、彼らのライバル集団であるジュース・クルーは、「ザ・ブリッジ」という曲の中で、ヒップホップはクイーンズブリッジ団地出身のアーティストたちの手で築かれていったと主張していた。これに対して、ブギ・ダウン・プロダクションズは、「ザ・ブリッジ・イズ・オーバー」や「サウス・ブロンクス」といった曲の中で反論を行い、ヒップホップの歴史の中でも有名な論戦が始まった。MCシャン、マーリー・マール、ロクサーヌ・シャンテなどのアーティストたちが、一斉にKRSワンやスコット・ラ・ロックに対して個人的に攻撃し始めた。これが世に言う「ブリッジ戦争（The Bridge Wars）」、もしくは「ブリッジ・バトル（Bridge Battle）」である。
しかしこの論戦は、すぐに終結することになった。ブギ・ダウン・プロダクションズのアルバム第2弾の発表前に、スコット・ラ・ロックが死去したためである。この結果、KRSワンがコンシャス・ラップに集中するようになった。
第1弾アルバム『クリミナル・マインデッド』では、性や犯罪といった内容を扱ったが、スコットの死後、ブギ・ダウン・プロダクションズは、劇的な変貌を遂げ、パブリック・エナミーに並ぶ、最も人気を集めるヒップホップ・グループとして君臨するようになった。
ラガとヒップホップを融合させる試みを始めたのは、彼らであった。ブギ・ダウン・プロダクションズのメンバーは、結成以来、幾度とない入れ替わりを経験してきた。マッド・ライオン、チャンネル・ライブ、トニー・ラーサン、MCブー、ミス・メロディ、ヘザー・B、スコッティー・モリス、ウィリー・D、ロボコップ、ハーモニー、DJレッド・アラート、ジェイ・クラマー、Dスクエア、レベッカ・フォスター、シドニー・ミルズなどが、グループと何らかの関わりを持ってきた。

## ディスコグラフィ

### スタジオ・アルバム
- 『クリミナル・マインデッド』 - Criminal Minded (1987年)
- 『バイ・オール・ミーンズ・ネセサリー』 - By All Means Necessary (1988年)
- 『ゲットー・ミュージック〜ザ・ブループリント・オブ・ヒップ・ホップ』 - Ghetto Music:The Blueprint Of Hip Hop (1989年)
- 『エデュテイメント』 - Edutainment (1990年)
- 『セックス・アンド・ヴァイオレンス』 - Sex And Violence (1992年)

### ライブ・アルバム
- 『ライヴ・ハード・コア・ワールドワイド』 - Live Hardcore Worldwide (1991年)